# Ходзько, Леонард
Леонард Борейко Ходзько (пол. Leonard Borejko Chodźko; 6 ноября 1800, д. Оборок, совр. Молодечненский район, Минская область — 12 марта 1871, Пуатье) — польский историк, географ, картограф, издатель, архивариус и общественный деятель литвинского происхождения.

## Биография
Леонард Борейко Ходзько происходил из древнего рода Великого княжества Литовского, который пользовался гербом «Костеша». Леонард был сыном Людвига Ходзько, депутата четырехлетнего Гродненского сейма, и Валерии Дедерко из имения Груздово-Оборок. Двоюродный брат поэта Яна Ходзько (1777-1851).
Леонард Ходзько обучался в школе при Борунском униатском монастыре, однако уже через год покидает школу. Поступает в Молодечненское дворянское училище, которое перевел в 1811 году из Бобруйска в Молодечно Франтишек Ксаверий Огинский. В училище познакомился с Томашем Заном, будущим лидером филоматов и филаретов.
1816—1817 годах учился в Виленском университете, где получил степень бакалавра искусств. В университете у него преподавал известный историк и политик Иоахим Лелевель. Состоял в обществе филоматов, где познакомился с Яном Чечотом, Юзефом Ежовским. Товарищ и друг Адама Мицкевича. С 1819 года — секретарь известного композитора князя Михаила Клеофаса Огинского. Основным заданием было привести в порядок архив князей Огинских.
В 1822 году, после жёсткой расправы над участниками обществ филоматов и филаретов, князь Михаил Огинский вместе со своим секретарем покидает родные края и уезжает в Европу. После четырёхлетнего пребывания в Германии, Италии, Бельгии, Голландии и Англии, в 1826 году Леонард Ходзько приезжает жить в Париж. В Париже он последовательно работает библиотекарем Сорбонны, затем библиотекарем в Сент-Женевьев и библиотекарем в Департаменте образования в Париже.
Накануне 12 февраля 1830 года организовал большую демонстрацию в Париже, по случаю годовщины со дня рождения Тадеуша Костюшко с участием Мари Жозефа де Ла Фаейтта и Виктора Гюго.
Во время революции в июле 1830 года служил в звании капитана национальной гвардии адъютантом генерала Лафайета. Раненный в ногу, был вынужден отказаться от политической деятельности.
29 ноября 1830 года в Царстве Польском вспыхнуло восстание против российского господства. Леонард Ходзько поддерживает повстанческое движение, однако рана мешает ему поехать воевать в рядах повстанцев. Леонард является секретарем парижского Общества Литвы и Русских земель. Вместе с Иоахимом Лелевелем он входит в состав руководства Польского национального комитета (пол. Komitet Narodowy Polski).
В 1833 году поддерживает подготовку вооружённой экспедиции полковника Юзефа Заливского в Царство Польское. Преследуемый посольством России в Париже, по требованию французских властей Ходзько был вынужден покинуть столицу Франции и отправился в Великобританию. В 1834 году он вернулся в Париж, посвятив себя научной работе.
В июне 1846 года Ходзько вышел из ЦК поддержки поляков, чтобы выразить протест против выступления генерала Фабиера по вопросу о Кракове (накануне аннексированного Австрией).
Во время франко-прусской войны 1870—1871 годов был эвакуирован из Парижа в Пуатье где и умер в 1871 году. Похоронен на Госпитальном кладбище.
Леонард Ходзько был членом Королевской академии Нанси, в 1860—1871 годах был почётным членом Познанского Общества Любителей наук.

## Награды
- Décoré de Juillet /Июльский крест (1830);
- гренадер Польской Национальной гвардии.

## Творчество
Писал на польском и французском языках. Запечатлел Залесье также в литографии (имение М. К. Огинского около г. Сморгонь). Издал мемуары М. К. Огинского (т. 1-4, 1826—1827), двухтомник стихотворений Адама Мицкевича (1828), произведения Иосифа Красинского (1830), работы по истории, географии, статистике, в том числе «Польша» (1836-1841), в которой много материала про Беларусь. В частности, издал книги: «История польских легионов» (1829), "Политическая история Литвы от времени ее объединения с Польшей в 1386 году до восстания 1831 года (1831), "Биография Тадеуша Костюшко" (1837), „Генеалогия князей Огинских из Козельска“ (1852). Книга „Histoire Populaire де ла Pologne“ („Популярная история Польши“) (1863) пережила 14 изданий и вышла общим тиражом 112 тысяч экземпляров. Книга стала школьным учебником для детей польских иммигрантов.
Собрал 125 томов документов по истории Польши, Беларуси, Украины, Литвы 1657—1863 гг. Архив Леонарда Ходзьки стал основой для польского музея в Рапперсвиле (Швейцария). Необходимо отметить и его альманах „La Pologne historique, litteraire, monumentale, pittoresque et illustree“ (1835—1845 гады), который был известен во всей Европе.
Выпустил многочисленные карты собственного авторства,: среди которых: карта из семи разделов Польши, статистическая карта дорог в Польше, многочисленные карты России и стран, граничащих с Балтийским морем и Черным морем .